# Carl Robie
Carl Joseph Robie III (auch The Philadelphia Flyer; * 12. Mai 1945 in Darby, Pennsylvania; † 30. November 2011 in Sarasota, Florida) war ein US-amerikanischer Schwimmer.

## Leben
Carl Joseph Robie, geboren 1945 in Darby, konnte in den sechziger Jahren vier Mal den Weltrekord über 200 m Schmetterling verbessern. Bei den Olympischen Spielen 1964 in Tokio konnte er die Silbermedaille über 200 m Schmetterling gewinnen. Vier Jahre später wurde „The Philadelphia Flyer“ dann bei den Olympischen Spielen 1968 in Mexiko-Stadt Olympiasieger über diese Strecke. Im Jahr 1976 wurde er in die Ruhmeshalle des internationalen Schwimmsports aufgenommen.
Robie starb am 30. November 2011 im Alter von 66 Jahren.

## Auszeichnungen
- 1976: Aufnahme in die Ruhmeshalle des internationalen Schwimmsports